# ボーデロ・オブ・ブラッド/血まみれの売春宿
『ボーデロ・オブ・ブラッド/血まみれの売春宿』（ボーデロ・オブ・ブラッド ちまみれのばいしゅんやど、原題: Bordello of Blood, Tales from the Crypt Presents: Bordello of Blood）は、1996年製作のアメリカのホラー/コメディ映画。HBOのテレビドラマ、『ハリウッド・ナイトメア』の一環として製作された。これは『デーモン・ナイト』の続編である。

## キャスト
※括弧内は日本語吹替
- レイフ・ガットマン - デニス・ミラー（牛山茂）
- キャサリン・ヴェルドゥ - エリカ・エレニアック（日野由利加）
- リリス - アンジー・エヴァーハート（佐藤しのぶ）
- カレント牧師 - クリス・サランドン（仲野裕）
- カレブ・ヴェルドゥ - コリー・フェルドマン（森川智之）
- ヴィンセント・プレイザー - フィル・フォンダカーロ（小室正幸）
- マカッチョン - オーブリー・モリス（長島雄一）
- タルーラ - ジュリエット・リーグ
- ミゲル - イーライ・ギャベイ
- レジー - マット・ヒル
- ヌーナン - エリック・キンリーサイド
- ミイラ - ウィリアム・サドラー（稲葉実）
- クリプトキーパー（声） - ジョン・カーサー（田原アルノ）
- 病院患者 - ウーピー・ゴールドバーグ（クレジットなし）（小宮和枝）
- ボーデロの少年 - トビアス・メヒラー（クレジットなし）

## スタッフ
- 監督・製作：ギルバート・アドラー
- 原案：ボブ・ゲイル・ロバート・ゼメキス
- 脚本：A・L・カッツ・ギルバート・アドラー
- 製作総指揮：リチャード・ドナー・デヴィッド・ガイラー・ウォルター・ヒル・ジョエル・シルバー・ロバート・ゼメキス